# Íbis
Os íbis são um grupo de aves pelecaniformes da família Threskiornithidae que formam a subfamília Threskiornithinae e que habitam pântanos, florestas e planícies, sendo geralmente encontradas nas margens de lagos ou rios de regiões quentes. As aves pertencentes a esta subfamília também são conhecidas como curicacas, tresquiórnis e entre outros nomes, sendo que as espécies brasileiras têm nomes locais muito variados.

## Descrição
São aves pernaltas, com pescoços longos e bicos compridos e encurvados para baixo. São na maioria dos casos animais gregários, que vivem e se alimentam em grupo. Vivem em zonas costeiras ou perto de água, sondando a lama em busca de alimentos, geralmente crustáceos e moluscos. Alguns íbis mudaram para uma existência predominantemente terrestre longe da água, fazendo ninhos em penhascos em vez de em árvores e arbustos em ilhas protegidas. O grupo está distribuído pelas regiões quentes de todos os continentes. São monogâmicos e altamente territoriais durante a nidificação e alimentação. Todas as espécies existentes são capazes de voar.

## Espécies em ordem taxonômica
Existem 28 espécies existentes e 6 espécies extintas de íbis.
| Imagem | Gênero                            | Espécies |
| ------ | --------------------------------- | --- |
|        | Threskiornis G.R. Gray, 1842      | - Íbis-sagrado, Threskiornis aethiopicus - Íbis-sagrado-de-madagascar, Threskiornis bernieri - Íbis-branco-australiano, Threskiornis mollucca - Íbis-pescoço-de-palha, Threskiornis spinicollis - †Íbis-terrestre-de-reunião, Threskiornis solitarius (extinto) - Íbis-de-cabeça-negra, Threskiornis melanocephalus |
|        | Pseudibis Hodgson, 1844           | - Íbis-enverrugado, Pseudibis papillosa - Íbis-de-ombros-brancos, Pseudibis davisoni |
|        | Thaumatibis                       | - Íbis-gigante, Thaumatibis gigantea |
|        | Geronticus Wagler, 1832           | - Íbis-eremita, Geronticus eremita - Íbis-calvo, Geronticus calvus |
|        | Nipponia Reichenbach, 1850        | - Íbis-do-japão, Nipponia nippon |
|        | Bostrychia G.R. Gray, 1847        | - Íbis-oliva, Bostrychia olivacea - Íbis-de-são-tomé, Bostrychia bocagei - Íbis-de-peito-pintado, Bostrychia rara - Singanga, Bostrychia hagedash - Íbis-de-barbela, Bostrychia carunculata |
|        | Theristicus Wagler, 1832          | - Curicaca-cinza, Theristicus caerulescens - Curicaca-comum, Theristicus caudatus - Íbis-de-cara-negra, Theristicus melanopis - Íbis-andino, Theristicus branickii |
|        | Cercibis Wagler, 1832             | - Trombeteiro, Cercibis oxycerca |
|        | Mesembrinibis J.L. Peters, 1930   | - Corocoró, Mesembrinibis cayennensis |
|        | Phimosus Wagler, 1832             | - Tapicuru, Phimosus infuscatus |
|        | Eudocimus Wagler, 1832            | - Íbis-branco-americano, Eudocimus albus - Íbis-escarlate ou guará, Eudocimus ruber |
|        | Plegadis Kaup, 1829               | - Íbis-preto, Plegadis falcinellus - Carauna, Plegadis chihi - Íbis-da-puna, Plegadis ridgwayi |
|        | Lophotibis L. Reichenbach, 1853   | - Íbis-malgaxe, Lophotibis cristata |
|        | † Apteribis Olson & Wetmore, 1976 | - †A. glenos Olson & Wetmore, 1976 - †A. brevis Olson & James, 1991 |

## Cultura
De acordo com a tradição popular em alguns países, o íbis é a última ave a desaparecer antes de um furacão e a primeira a surgir depois da tempestade passar.[carece de fontes?]
No Antigo Egito, o íbis era objeto de veneração religiosa e associado ao deus Tote. Ele é responsável pela escrita, matemática, medição e tempo, bem como a lua e magia. Em obras de arte do período tardio do Antigo Egito, Tote é popularmente representado como um homem com cabeça de íbis durante o ato de escrever.
Na cidade de Hermópolis, íbis foram criados especificamente para fins de sacrifício e no serapeum em Saqqara, os arqueólogos encontraram múmias de um milhão e meio de íbis e centenas de milhares de falcões.
De acordo com a lenda local na área de Birecik na Turquia, o íbis-eremita foi um dos primeiros pássaros que Noé libertou da Arca como um símbolo de fertilidade.
Na Bíblia, nos livros de Levítico e Deuteronômio, o íbis é mencionado como um animal imundo, não adequado para alimentação. O íbis foi citado na Bíblia Católica e na Nova Tradução na Linguagem de Hoje no Livro de Jó como sendo uma ave que anuncia as enchentes do Rio Nilo (Jó 38:36).